# Kim tự tháp Teti
Kim tự tháp Teti hay "Nơi ở vĩnh hằng của Teti" là một kim tự tháp nằm trong khu nghĩa trang Saqqara. Đây là lăng mộ của Teti, người sáng lập ra Vương triều thứ 6, cũng là kim tự tháp thứ hai được biết đến là có khắc những văn tự. Kim tự tháp được khai quật lần đầu vào năm 1839 và cả khu phức hợp của kim tự tháp này được khai quật từng đợt từ năm 1907 đến 1965.
Theo thời gian, kim tự tháp đã bị bào mòn nên giờ đây nó trông như là một ngọn đồi, nhưng bên dưới, các căn phòng và hành lang lại được gìn giữ khá tốt. Các cạnh của kim tự tháp đều xấp xỉ 78,5 mét và chiều cao là 52,5 mét.

## Khu phức hợp chôn cất

Sơ đồ phức hợp kim tự tháp của Teti

Phức hợp kim tự tháp của Teti được mô phỏng dựa theo phức hợp của vua Djedkare Isesi và Unas. Một ngôi đền thung lũng của Teti đã bị phá hủy để đặt đền thờ Anubis ở thời Cổ vương quốc. Một đền thờ khác được nối với ngôi đền thung lũng này chính bằng một con đường dài khoảng 300 m.
Lối vào của khu phức hợp nằm ở phía đông, băng qua một cánh cửa bằng gỗ, ngạch cửa bằng đá hoa cương. Hành lang được trang trí bởi những vì sao và được chiếu sáng từ một lỗ nhỏ ở tường phía đông. Sàn nhà được lát bằng thạch cao và các bức tường được trang trí bởi các phù điêu.
Hành lang dẫn đến một khoảng sân có 18 cột đá hoa cương màu hồng, tất cả đều là hình trụ vuông trừ các cột ở góc. Trên đó có khắc các tên của nhà vua. Giữa sân là một bệ đá có thể di chuyển được. Ở hai bên sân tính từ cửa vào là dãy các phòng đối xứng nhau. Một cầu thang dẫn xuống 5 nhà thờ nhỏ bên dưới.
Đằng sau các nhà thờ này là những cánh cửa giả trang trí xung quanh, mang ý nghĩa là nơi ra vào của các linh hồn. Trong đây cũng có nhiều phòng nhỏ để chứa các tế phẩm. Một kim tự tháp nhỏ ở góc được sử dụng làm điện thờ, được ngăn cách bởi các bờ tường.

### Kim tự tháp chính

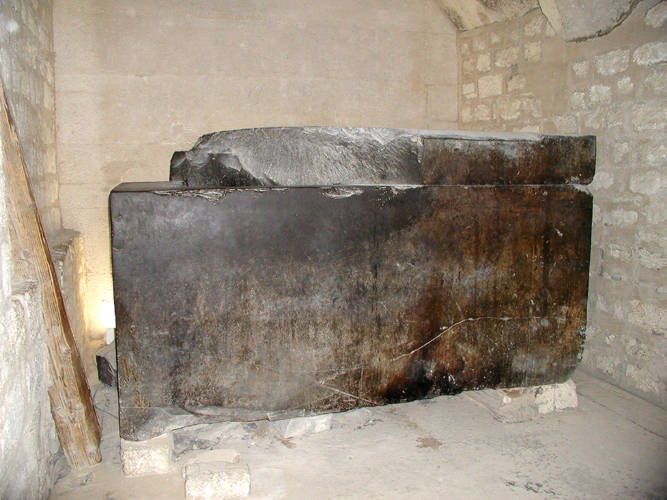
Quan tài của Teti

Kim tự tháp chính có 2 phòng mộ và 1 hành lang ngầm, tương tự của Djedkare Isesi và Unas. Các phòng phụ và một số khối gạch lớn đã bị phá vỡ để phục vụ cho việc tham quan. Hành lang dẫn vào một căn phòng ngoài, rẽ phải là tới được phòng mộ chính. Cả hai căn phòng ngăn cách với nhau bằng một cánh cửa, đều được xây bằng đá vôi, trên tường có khắc những dòng văn tự. Trần nhà được vẽ các vì sao với mong muốn được trường tồn vĩnh cửu như những vì tinh tú đó của vua Teti.
Những đồ tùy táng theo nhà vua đã biến mất. Cỗ quan tài bằng đá của vua vẫn chưa được hoàn thành, mặc dù chúng đã được trang trí và vài mảnh vỡ của nắp quan tài. Ở bên phải nơi đặt quan tài của ông là một cái hố để chôn những bình nội tạng. Trên nền nhà là một phần cánh tay của xác ướp, đều được cho là của chính Teti và những mảnh vỡ của những chiếc bình chứa dầu thơm. Bên trái của căn phòng bên ngoài là một căn phòng khác, bên trong là 3 bức tượng của ông, đây là nơi được cho là cất giữ những linh hồn của nhà vua.
Tuy bị trộm cướp nhưng vẫn còn sót lại một số hiện vật bằng đá, có lẽ những tên trộm nghĩ rằng chúng là những thứ vô dụng. Một trong số đó là mặt nạ của Teti, được làm bằng thạch cao và những mảnh vỡ của các bình nội tạng.

## Khu nghĩa trang của Teti

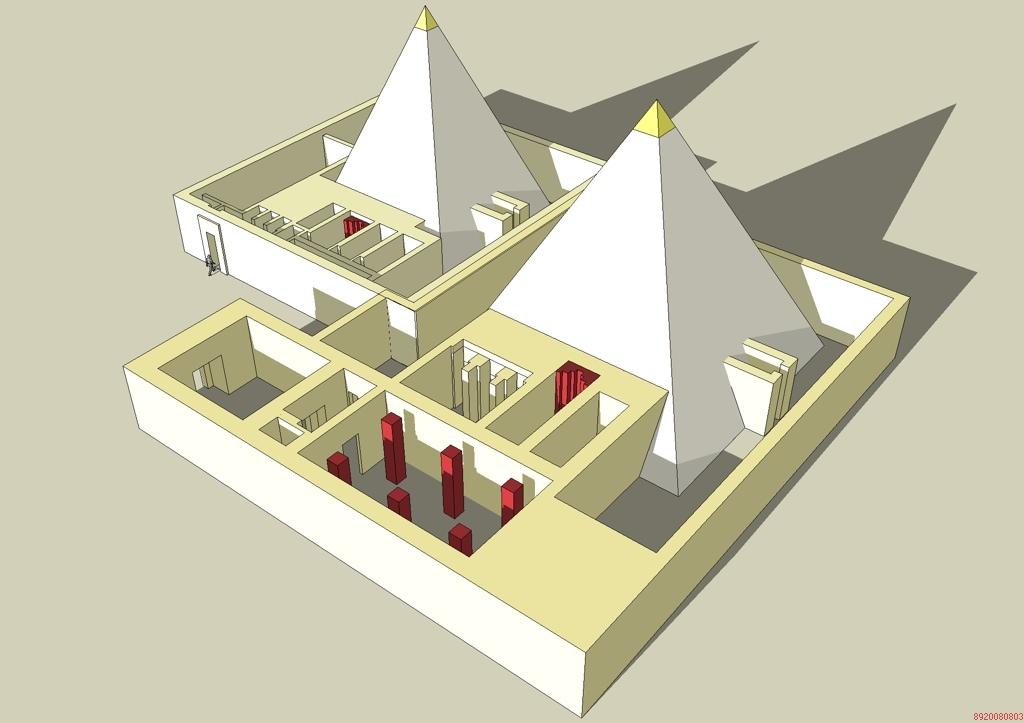
Mô hình 3D phức hợp kim tự tháp của 2 hoàng hậu Khuit và Iput

Xung quanh khu phức hợp của Teti là lăng mộ của các thành viên trong hoàng tộc:
- Phức hợp kim tự tháp của Sesheshet, mẹ của nhà vua
- Phức hợp 2 kim tự tháp liền kề của Khuit và Iput, hai bà chánh cung của ông
- Mastaba[2] của Tetiankhkem, con trai của Teti với chánh cung Khuit, chết khi 15 tuổi[3].

Các quan lại quý tộc trong triều cũng được chôn cất gần bên đức vua của họ:
- 2 mastaba của 2 vị tể tướng quyền lực: Kagemni[4] và Mereruka[5]
- Mastaba của quan quản khố Ankhmahor, cũng là một tể tướng

Mộ của tiên vương Menkauhor Kaiu cũng nằm gần với mộ của Teti hơn những vị vua khác. Phía đông của mộ Teti là mộ của 2 vị tư tế thời Trung Vương quốc.